# 오코넬가시쥐
오코넬가시쥐(Proechimys oconnelli)는 가시쥐과에 속하는 남아메리카 설치류이다. 콜롬비아의 토착종이다.

## 생태
독거 생활을 하는 야행성 동물이다. 먹이는 씨앗과 열매, 식물 잎, 곤충이다.

## 분포 및 서식지
콜롬비아의 토착종으로 이스턴코르디예라 산맥 동쪽의 중부 지역에서만 알려져 있다. 해발 500m 이하에서 서식한다. 자연 서식지는 일차림이다.

## 계통 분류
다음은 땅가시쥐속의 계통 분류이다.
|  | 긴꼬리가시쥐, 짧은꼬리가시쥐, 에콰도르가시쥐 |
|  |                                              |
|  | 퀴비에가시쥐                                 |
|  |                                              |

|  | 가드너가시쥐, 패튼가시쥐 |
|  |                          |
|  | 쿨리나가시쥐             |
|  |                          |

|  | 긴꼬리가시쥐, 짧은꼬리가시쥐, 에콰도르가시쥐 |
|  |                                              |
|  | 퀴비에가시쥐                                 |
|  |                                              |

|  | 가드너가시쥐, 패튼가시쥐 |
|  |                          |
|  | 쿨리나가시쥐             |
|  |                          |